# Anthypatos
Anthypatos (altgriechisch ἀνθύπατος) ist die griechische Übersetzung des lateinischen Proconsul. Im griechischsprachigen Ostteil des Römischen Reiches wurde der Titel in römischer und frühbyzantinischer Zeit benutzt, in der Verwaltung blieb es bis zum 9. Jahrhundert bestehen. Danach, bis zum 11. Jahrhundert, war es ein byzantinischer Würdentitel.

## Geschichte und Funktion
In spätantiker und frühbyzantinischer Zeit wurde der Titel Anthypatos an die Gouverneure einiger spezieller Provinzen (Asia, Africa, Achaea sowie Konstantinopel zwischen 330 und 359) bis zum 7. Jahrhundert, als das spätrömische Verwaltungssystem durch die Themenverfassung abgelöst wurde.
Der Titel wurde dann im Kontext der Themen weiterbenutzt: thematische Eparchoi kai Anthypatoi ("Eparchen und Prokonsule") sind in Kleinasien bis ins frühe neunte Jahrhundert belegt. Das Amt war ziviler Natur und unterstand wahrscheinlich dem Prätorianerpräfekten in Konstantinopel. Ab diesem Zeitpunkt wurde der Titel eher als Ehrentitel benutzt denn als Amtsbezeichnung: Theophanes berichtet, dass Kaiser Theophilos (Regentschaft 829–842) Alexios Musele, den Ehemann seiner Tochter Maria, mit den Titeln Patrikios und Anthypatos auszeichnete, was ihn über die anderen Patrizier erhob. Diese Veränderung fiel mit der Aufgabe der meisten Traditionen aus der Spätantike zusammen, als die anthypatoi als zivile Verwalter durch die militärischen Stratēgoi der themata ersetzt wurden und in ihrer Rolle als Überwacher der Verpflegung für die Armee und in finanziellen Dingen durch die weniger einflussreichen Prōtonotarioi.
Spätestens gegen Ende der Herrschaft Michaels III. (842–867) wurde der Titel zu einem regulären Würdentitel, einen Rang über den Patrikioi. Der volle Titel Anthypatos kai Patrikios wurde an einige hochrangige zivile und militärische Größen während des 10. und 11. Jahrhunderts vergeben. Im 11. Jahrhundert sind auch die Titel Prōtanthypatos (Griechisch: πρωτανθύπατος, "erster Anthypatos") und einmalig auch Disanthypatos (Griechisch: δισανθύπατος, "zweifach Anthypatos") bezeugt. All diese Titel verschwanden aber im 12. Jahrhundert.
Dem Klētorologion des Philotheos zufolge (geschrieben 899) waren die Insignien des Anthypatos mit Purpur beschriebene Tontafeln. Deren Verleihung bedeutete die Erhebung in den neuen Titel durch den Kaiser.